# 마욘산
마욘산(Mayon Volcano)은 필리핀 루손섬 남동부 알바이주에 위치한 활화산으로, 높이는 해발 2,463m이며 전형적인 원추형 화산의 모습을 지니고 있다.
1616년 2월 19일 처음 폭발했다. 2010년 12월 25일 용암이 분출하면서 사람들은 대피소에서 성탄절을 보냈다. 다행히 용암 분출 규모가 작은 편이어서 인명 피해는 없었다

## 개요
마욘산은 비콜 지방의 말로 ‘아름다운’이라는 뜻을 가진 ‘마가욘’에서 유래한 것으로 알려져 있으며, 매우 반듯한 원추형 성층 화산이다. 이것은 정상에서의 분화가 많고, 산 중턱에서 분화가 적었기 때문이다.
과거에 몇 번이나 분화가 되어 사상자를 낸 적이 있다. 현재도 위험이 예상되는 화산쇄설류 등의 우려가 있는 장소는 토지 이용 규제가 이루어지고 있지만, 위험 지역으로 지정된 장소에서 있는 현지인들이 가난한 사람들이 많아 경작하지 않을 수가 없는 상황이었다.
산체는 레가스피 등의 여러 기초 자치 단체에 걸쳐있다.

## 분화 활동
마욘산은 17세기부터 21세기 초까지 400년동안 50회 정도 폭발했다. 기록에 남아 있는 가장 파괴적인 폭발은 1814년 2월 1일에 일어났다. 용암이 산에서 10km 떨어진 카구사와라는 도시를 묻어버렸고, 1,200명 이상의 사망자를 냈다. 현재 당시의 거리가 있던 자리에 교회의 종탑 밖에 남아 있지 않다. 1980년 이후에 일어난 폭발은 다음과 같다.
- 1984년 9월 분화는 첫 번째 소규모 분화로 주민들이 대피하고 몇 주 후 대폭발이 일어났지만 사상자는 나오지 않았다. 피난했던 주민들이 귀가를 원했지만, 필리핀 화산 지진 연구소(PHIVOLCS)의 레이먼드 부논빠얀과 미국 지질조사국(USGS)의 크리스 뉴홀 두 명의 화산학자가 분화는 아직 끝나지 않았다는 가능성이 있다고 피난 해제를 인정하지 않았고, 결과적으로 많은 사람들을 구했다. 이 두 사람은 1991년 피나투보산 분화에도 협력을 했다.
- 1993년에는 갑작스런 폭발에 의한 화쇄류로 70여 명의 희생자를 냈다.
- 2000년과 2006년 8월에도 폭발을 일으켰다. 2006년의 분화는 11월의 태풍 두리안과 함께 화산이류 현상이 발생하여 사망자 620명, 실종 710명, 도괴 주택 약 9000 가구의 피해를 냈다.
- 2009년 12월 14일에는 폭발로 주민에게 대피 권고가 내려졌다.
- 2013년 5월 7일에 일어난 분화는 마욘산을 등반하고 있던 관광객들이 총 20명 중 5명 (관광객 4명, 가이드 1명)가 떨어진 바위에 희생되었다.
- 2014년 9월 15일, 경계 수준을 위에서 3번째로 끌어 올려 1만 명에게 대피령이 내려졌다. 9월 17일 용암이 흘러 5만 명에게 피난 권고를 했다.
- 2018년 1월 13일 오후 4:21분 회색 증기와 재를 화산의 남서쪽 방향으로 2500m 상공까지 밀어올린 수증기 분화가 일어났다. 이 활동은 약 1시간 47분 동안 지속되었다. 필리핀 지진화산연구소는 14일 밤(현지시간) 마욘화산에 대한 경보 수위를 2단계(불안 증가)에서 3단계(위험한 폭발 경향 증가)로 높였다.[1][2]

## 갤러리

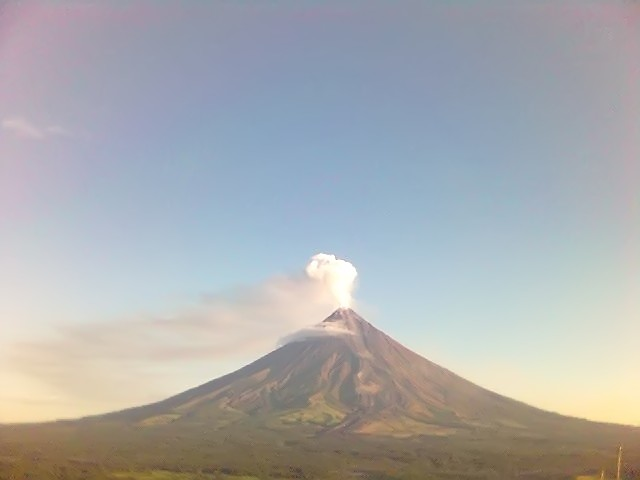
마욘산의 평상시 모습
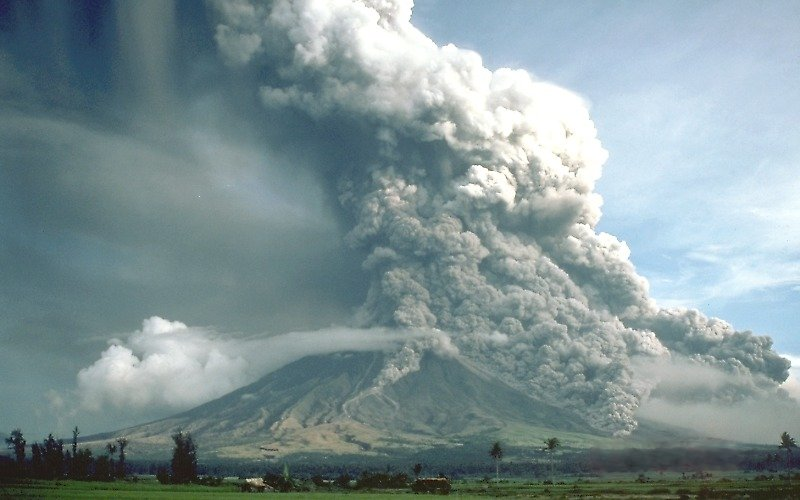
마욘산의 플리니우스 식 분화 모습(1984년 9월 23일)
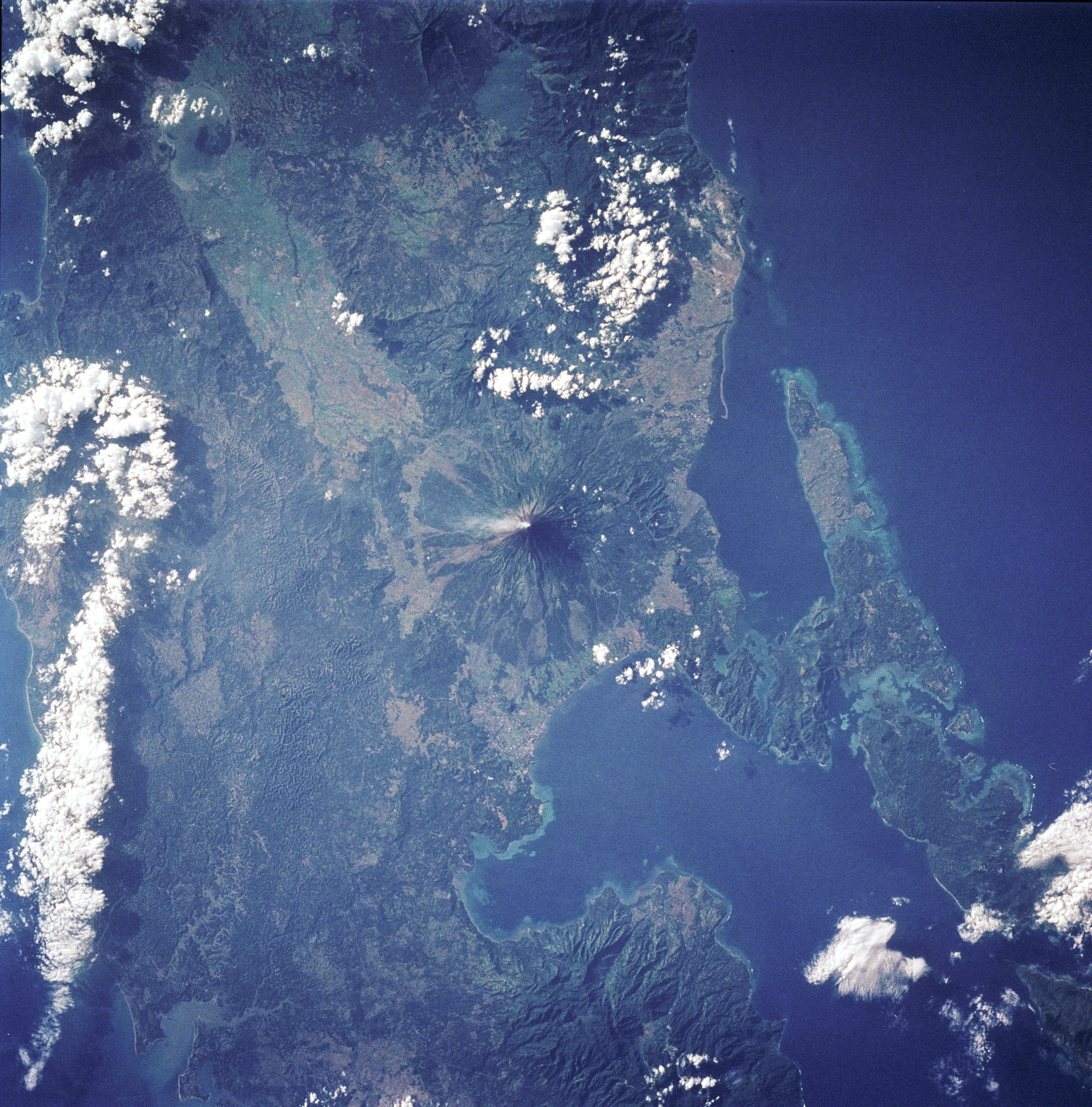
위성 사진으로 본 마욘산

## 같이 보기
- 필리핀의 지리